# 馬立克病毒屬
馬立克病毒屬（學名：Mardivirus）是皰疹病毒科甲型皰疹病毒亞科的一個屬，共包含六種感染鳥類的病毒，其中模式種第二型雞疹病毒（Gallid herpesvirus 2）可造成雞的马立克氏病，症狀包括肢體麻痺、神經症狀與淋巴瘤的增生。本屬學名Mardivirus來自马立克氏病（Marek's disease）英文名稱的字頭。

## 病毒學
本屬病毒具有外膜，呈二十面體或球體，直徑為120－200奈米，基因組為沒有分段的線狀雙股DNA，長約175kb。病毒表面的gB、gC、gD與gH等醣蛋白可與宿主細胞表面的受體結合以介導內吞作用，使病毒進入宿主細胞，並穿過核孔進入細胞核，在其中進行DNA複製與病毒的組裝，新組裝的病毒透過出芽（budding）穿過內層核膜，從細胞核進入核周隙（perinuclear space），藉此取得初級外膜（primary envelope），再由核周隙出芽進入細胞質，過程中經由不明的機制丟失初級外膜，隨後病毒再進入細胞質中的囊泡以取得次級外膜（secondary envelope）。

## 物種

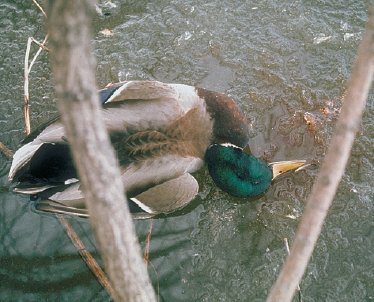
感染鴨瘟而死的綠頭鴨

- 鴨瘟病毒 Anatid alphaherpesvirus 1（AnHV-1）
- 一型鴿皰疹病毒 Columbid alphaherpesvirus 1（CoHV-1）
- 二型雞皰疹病毒 Gallid alphaherpesvirus 2（GaHV-2）
- 三型雞皰疹病毒 Gallid alphaherpesvirus 3（GaHV-3）
- 一型火雞皰疹病毒 Meleagrid alphaherpesvirus 1（MeHV-1）
- 一型企鵝皰疹病毒 Spheniscid alphaherpesvirus 1（SpAHV-1）[6]